# Céline une seule fois / Live 2013
Céline une seule fois / Live 2013 è un album live e home video dell'artista canadese Céline Dion. È stato pubblicato il 16 maggio 2014 in un cofanetto di tre dischi (2CD/DVD e 2CD/Blu-ray). L'album è stato registrato il 27 luglio 2013 sulle storiche Pianure di Abraham a Québec City durante il concerto di Céline ... une seule fois show. Il CD include anche quattro brani bonus registrati a Parigi durante il Sans attendre Tour della Dion avvenuto tra novembre e dicembre 2013, il quale ha registrato molti sold-out.
Celle qui m'a tout appris è stato pubblicato come singolo nell'aprile 2014 per promuovere il nuovo album. Il trailer di Céline une seule fois / Live 2013 è stato presentato in anteprima il 28 aprile 2014 e il videoclip del singolo promozionale è stato caricato sul canale Vevo della Dion il 6 maggio 2014. Céline une seule fois / Live 2013 ha raggiunto la top ten delle classifiche degli album in Francia, Canada, Belgio Vallonia e Cina.

## Antefatti
Il 29 marzo 2013, il sito web ufficiale di Céline Dion annuncia che la cantante si esibirà nelle Pianure di Abraham a Québec City il 27 luglio 2013. Il comunicato stampa del 2 aprile 2013 dichiarò che la Dion stesse preparando un evento speciale di una sola notte per Québec City, il suo unico spettacolo al di fuori di Las Vegas. "Esibirà i suoi più grandi successi in uno spettacolo chiamato Céline ... une seule fois e il concerto sarà composto per l'80% da canzoni francesi e per il 20% da canzoni inglesi". Il 16 aprile 2013, fu rivelato che Céline avrebbe eseguito i brani del suo album Incognito del 1987, inclusi i successi di D'eux e brani del suo ultimo album francese del 2012, Sans attendre. Il 22 agosto 2008 la Dion si è esibisce come programmato, nelle Pianure di Abraham di fronte a 250.000 spettatori mentre un DVD contenente la registrazione di questo spettacolo, intitolato Céline sur les Plaines esce l'11 novembre 2008. Il 23 aprile 2013, il suo sito web ufficiale annuncia in un altro comunicato stampa che la Dion tornerà in Francia e Belgio a novembre 2013 per un numero limitato di spettacoli eccezionali, gli unici in programma in Europa dopo il suo Taking Chances World Tour del 2008. "Céline Dion partirà in tour per celebrare il successo di Sans attendre, che ha venduto oltre 1,5 milioni di copie in tutto il mondo". La scaletta per il concerto di Céline ... une seule fois è stata rivelata il 24 maggio 2013. Il 19 giugno 2013, dopo aver venduto tutti i biglietti delle date del Sans attendre Tour in Belgio e Francia, Céline fa aggiungere un'altra data per un altro concerto previsto per il 4 dicembre 2013. Successivamente, fu aggiunta anche una nona e ultima data.
Céline ... une seule fois è stato progettato per 60.000 persone ma, al fine di garantire comfort e sicurezza, furono disponibili solo 42.495 biglietti e furono tutti venduti. Ci sono volute 10.000 ore per installare il gigantesco palco, lungo 68 m e largo 26 m con un peso di 136 tonnellate, essendo così il più grande palcoscenico in Canada. Céline decise di avere un look "rock" con una buona dose di glamour e durante il concerto indossò le creazioni d Balmain, Gianni Versace, Elie Saab e Alexandre Vauthier. La scaletta eseguita a Québec City differiva leggermente da quella pubblicata prima dell'evento. La Dion non interpretò Rolling in the Deep, The Prayer e Regarde-moi di D'eux (in segno di rispetto per le vittime del recente incidente ferroviario di Lac-Mégantic, poiché i testi della canzone si riferiscono a un treno fuori controllo). Invece cantò la title track dal suo prossimo album inglese Loved Me Back to Life, Ce n'était qu'un rêve e Bozo di Félix Leclerc. Mentre era a Québec City per il concerto, Céline fu presentata come Compagno dell'Ordine del Canada, la più alta onorificenza civile del paese, dal Governatore Generale in una cerimonia presso la Citadelle of Québec. L'8 agosto 2013, René Angélil e Dion annunciarono che molti elementi del concerto in Québec sarebbero stati incorporati nei concerti europei, ma gran parte dello stesso repertorio fu utilizzato, ma in modo diverso. In Europa, la Dion non eseguì Ce n'était qu'un rêve, Bozo, Je n'ai pas besoin d'amour di Sans attendre e il medley Je danse dans ma tête/Des mots qui sonnent/Incognito ma cantò Where Does My Heart Beat Now, Water and a Flame, At Seventeen, Un garçon pas comme les autres (Ziggy), Regarde-moi, Tout l'or des hommes, Je ne vous oublie pas e Immensité.

## Contenuti
Il 14 aprile 2014, il sito web ufficiale di Céline Dion annunciò che il concerto di Céline ... une seule fois della durata di una sola notte nelle storiche Pianure di Abraham a Québec City sarebbe stato pubblicato il 19 maggio 2014. "Il disco intitolato Céline une seule fois / Live 2013 includerà un DVD/Blu-ray dell'intero concerto e due CD che includeranno anche quattro brani bonus dei concerti sold out di Dion del 2013". Lo spettacolo si apre con Ce n'était qu'un rêve, singolo di debutto della Dion del 1981, e contiene i suoi più grandi successi, tra cui i brani del suo recente successo francese Sans attendre e il debutto mondiale del singolo Loved Me Back to Life dal suo omonimo album, pubblicato più tardi nello stesso anno. Registrato poco dopo il deragliamento del Lac-Mégantic, Céline dedicò lo spettacolo alle vittime dell'incidente ferroviario che causò la morte di quarantasette persone il 6 luglio 2013. Le quattro tracce bonus sono: Tout l'or des hommes, Un garçon pas comme les autres (Ziggy), Water and a Flame e Regarde-moi dell'album D'eux. Il concerto include anche un duetto con Jean-Marc Couture su J'irai où tu iras. Couture, vincitore di Star Académie nel 2012, ha anche aperto il concerto tenutosi sulle Pianure di Abraham. L'esibizione di Loved Me Back to Life è stata utilizzata come video musicale per questo singolo e pubblicato il 18 settembre 2013.

## Singoli
Celle qui m'a tout appris è stato scelto come primo singolo promozionale per Céline une seule fois / Live 2013 e quarto per Sans attendre. L'8 aprile 2014 fu inviato alle radio in Francia e dal 29 aprile 2014, la canzone fu diffusa anche dalle stazioni radio canadesi. Il videoclip di Celle qui m'a tout appris tratto dal concerto di Céline ... une seule fois è stato caricato sul canale Vevo della Dion il 6 maggio 2014.

## Promozione
Il 10 agosto 2013, Céline ... une seule fois divenne disponibile sulla pay TV Vidéotron del Québec e sulla pay-per-view (PPV). Il 29 novembre 2013, il concerto ribattezzato Celine Dion Only Once fu trasmesso in America Latina su DirecTV (Argentina, Cile, Colombia, Ecuador, Perù e Venezuela). Nel dicembre 2013 fu trasmesso anche su tre canali europei: sullo svizzero RTS Deux (24 dicembre), sul francese D8 (25 dicembre) e sul belga La Une (31 dicembre, 5 gennaio 2014). Il 20 aprile 2014, Céline ... une seule fois fu trasmessa su TVA in Canada. Il trailer di Céline une seule fois / Live 2013 è stato caricato sul canale Vevo ufficiale di Céline Dion il 28 aprile 2014. Quattro giorni dopo, il sito web ufficiale della cantante pubblicò le foto del libretto presente nel disco.

## Successo commerciale
Céline une seule fois / Live 2013 ha raggiunto la top ten in Francia (numero due), Belgio Vallonia (numero quattro), Canada (numero dieci nella Canadian Albums Chart e numero quattro in Québec) e Cina (numero uno nella Western Albums Chart e numero tre nella Overall Albums Chart). In Canada, ha venduto 5.319 copie nella prima settimana ed è entrato nella Canadian Albums Chart alla numero dieci. Nella seconda settimana, l'album scese alla posizione numero quattordici in Canada con un fatturato di 2.032 copie vendute.
Céline une seule fois / Live 2013 ha venduto 18.547 copie nella prima settimana in Francia, e ha debuttato in seconda posizione, sotto a Ghost Stories dei Coldplay. Nella settimana successiva, l'album scese in terza posizione vendendo 10.271 copie. Nella terza e quarta settimana in Francia, Céline une seule fois / Live 2013 scese alla numero otto e alla numero quattordici, vendendo rispettivamente 5.200 e 4.500 copie. L'album ha venduto oltre 62.100 copie in Francia a partire da ottobre 2014 ed è stato certificato disco d'oro.
L'album raggiunse entrò nella classifica svizzera alla posizione numero undici e nella classifica di Romandia alla numero cinque, e raggiunse la top 40 nei Paesi Bassi, nelle Fiandre, in Italia e in Corea.

## Riconoscimenti
Il concerto è stato candidato ai Félix Award per il programma televisivo musicale dell'anno.

## Tracce

### Céline une seule fois / Live 2013

#### CD 1
1. Ce n'était qu'un rêve – 1:37 (Thérèse Dion, Céline Dion, Jacques Dion)
2. Dans un autre monde – 4:09 (Jean-Jacques Goldman)
3. Parler à mon père – 3:00 (Jacques Veneruso)
4. Medley – 9:26
5. On ne change pas – 4:27 (Goldman)
6. Destin – 3:17 (Goldman)
7. Qui peut vivre sans amour? – 3:26 (Elodie Hesme, David Gategno)
8. Je crois toi – 5:41 (Goldman)
9. La mer et l'enfant – 3:07 (Grand Corps Malade, Gategno)
10. Celle qui m'a tout appris – 3:52 (Nina Bouraoui, Veneruso)
11. Terre – 4:05 (Erick Benzi)
12. J'irai où tu iras (feat. Jean-Marc Couture) – 3:42 (Goldman)
13. Bozo – 3:08 (Félix Leclerc)
14. Je n'ai pas besoin d'amour – 3:51 (Jean-Pierre Ferland, Daniel Mercure)
15. S'il suffisait d'aimer – 4:40 (Goldman)
16. L'amour existe encore – 4:15 (Luc Plamondon, Riccardo Cocciante)

#### CD 2
1. All by Myself – 4:50 (Eric Carmen, Sergei Rachmaninoff)
2. Je sais pas – 6:10 (Goldman, J. Kapler)
3. Medley – 8:14
4. Medley – 6:07
5. My Heart Will Go On – 6:41 (James Horner, Will Jennings)
6. Pour que tu m'aimes encore – 5:08 (Goldman)
7. Loved Me Back to Life – 4:47 (Hasham Hussain, Denarius Motes, Sia Furler)
8. Le miracle – 4:33 (Marie Bastide, Gioacchino Maurici)
9. Tout l'or des hommes (Bonus track) – 2:50 (Veneruso)
10. Un garçon pas comme les autres (Ziggy) (Bonus track) – 3:46 (Plamondon, Michel Berger)
11. Water and a Flame (Bonus track) – 3:51 (Francis "Eg" White, Daniel Merriweather)
12. Regarde-moi (Bonus track) – 4:02 (Goldman)

#### DVD/Blu-ray
1. Ce n'était qu'un rêve – 1:38 (T. Dion, C. Dion, J. Dion)
2. Dans un autre monde – 4:06 (Goldman)
3. Parler à mon père – 2:59 (Veneruso)
4. It's All Coming Back to Me Now/The Power of Love (medley) – 9:26 (Steinman, Mende, DeRouge, Rush, Applegate)
5. On ne change pas – 4:25 (Goldman)
6. Destin – 3:18 (Goldman)
7. Qui peut vivre sans amour? – 3:27 (Hesme, Gategno)
8. Je crois toi – 4:53 (Goldman)
9. La mer et l'enfant – 3:53 (Malade, Gategno)
10. Celle qui m'a tout appris – 3:53 (Bouraoui, Veneruso)
11. Terre – 4:04 (Benzi)
12. J'irai où tu iras (feat. Jean-Marc Couture) – 3:43 (Goldman)
13. Bozo – 3:03 (Leclerc)
14. Je n'ai pas besoin d'amour – 3:55 (Ferland, Mercure)
15. S'il suffisait d'aimer – 4:36 (Goldman)
16. L'amour existe encore – 4:17 (Plamondon, Cocciante)
17. All by Myself – 4:53 (Carmen, Rachmaninoff)
18. Je sais pas – 6:01 (Goldman, Kapler)
19. Je danse dans ma tête/Des mots qui sonnent/Incognito (medley) – 8:14 (Plamondon, Musumarra, Nova, Simon, Roussel)
20. Love Can Move Mountains/River Deep, Mountain High (medley) – 6:07 (Warren, Greenwich, Barry, Spector)
21. My Heart Will Go On – 6:34 (Horner, Jennings)
22. Pour que tu m'aimes encore – 5:14 (Goldman)
23. Loved Me Back to Life – 4:49 (Hussain, Motes, Furler)
24. Le miracle – 5:54 (Bastide, Maurici)